# International Journal of Medical Informatics
International Journal of Medical Informatics is een internationaal, aan collegiale toetsing onderworpen wetenschappelijk tijdschrift op het gebied van de medische informatiekunde. De naam wordt in literatuurverwijzingen meestal afgekort tot Int. J. Med. Informat. Het wordt uitgegeven door Elsevier en verschijnt maandelijks.